# Capesterre-Belle-Eau
Capesterre-Belle-Eau – miasto i gmina na Gwadelupie (departament zamorski Francji); 19 448 mieszkańców (2011). Przemysł spożywczy.

## Miejscowość
Bananier, Bélair, Cacador, Cacoville, Cambrefort, Cantamerle, Carangaise, Christophe, La Digue, Fonds-Cacao, Grande-Chasse, L'Habituée, Îlet-Pérou, Mon Repos, Moravie, Moulin-à-l'Eau, Neuf-Château, La Plaine, Routhiers, Saint-Sauveur, Sainte-Marie, Source-Pérou

## Zabytki i atrakcje turystyczne
- chutes du Carbet, najwyższe wodospady w Gwadelupie
- Allée Dumanoir[6], wyłożona Royal Palms
- Cmentarz niewolnika
- Destylarnia Rhum Longueteau, która działa nadal pary
- Hindu Temple of Changy